# Fábrica de La Felguera
Fábrica de La Felguera fue una histórica planta siderúrgica situada en La Felguera, concejo asturiano de Langreo. Fueron las primitivas instalaciones de lo que hoy es la empresa Duro Felguera, en su momento el centro siderúrgico más importante de España.
Desde 2022 está incluida en la Lista Roja de Hispania Nostra.

## Historia

### Orígenes

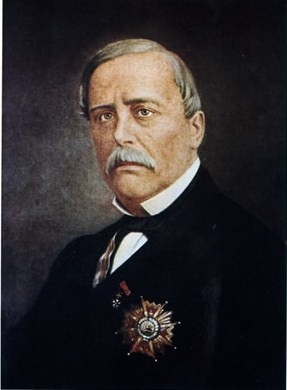
Pedro Duro, fundador de la Fábrica y de la empresa Duro Felguera.

El 21 de mayo de 1857 el riojano Pedro Duro (1811-1886) funda la Sociedad Metalúrgica de Langreo, más tarde Duro y Compañía, con la ayuda de sus socios Vicente Bayo y el ingeniero Francisco Elorza. Lo hacía con la intención de levantar en La Felguera una siderurgia completamente moderna aprovechándose de los recursos ya existentes en esa zona como eran el carbón, que venía explotándose desde el s. XVIII, el agua del río Nalón y el río Candín, y las ventajas en comunicaciones proporcionadas por la Carretera Carbonera y el Ferrocarril de Langreo (tercer ferrocarril peninsular) que unía al municipio de Langreo con el puerto de Gijón. El carbón era el combustible indispensable para la elaboración del hierro, que se obtenía con la mezcla del combustible y el mineral de hierro, en el conocido como alto horno, invención perfeccionada con la Primera Revolución Industrial en Inglaterra. Francisco Antonio Elorza había participado como ingeniero en las innovaciones técnicas de la pujante siderurgia malagueña La Constancia de Manuel Agustín Heredia.
En la zona ya existía desde 1856 la Factoría de Gil y Compañía, que había instalado su horno en el actual barrio de Vega. Pedro Duro, por su parte, fundó su compañía y la construye entre 1857 y 1859 en unos terrenos denominados El Pradón La Felguera para: "establecer en el sitio llamado La Felguera, una fábrica de hierro de altos hornos, para la elaboración de hierro". Las dos compañías, la de Gil y la de Duro, emprendieron juntas su actividad fundando la Sociedad Metalúrgica de Langreo. En 1859 se encendía el horno de Vega y en la primera semana de 1860 Duro ya producía hierro. En poco tiempo Langreo se convertía en el principal centro siderúrgico español desplazando definitivamente a  la siderurgia de Málaga y en aquel momento al País Vasco.

### Desarrollo

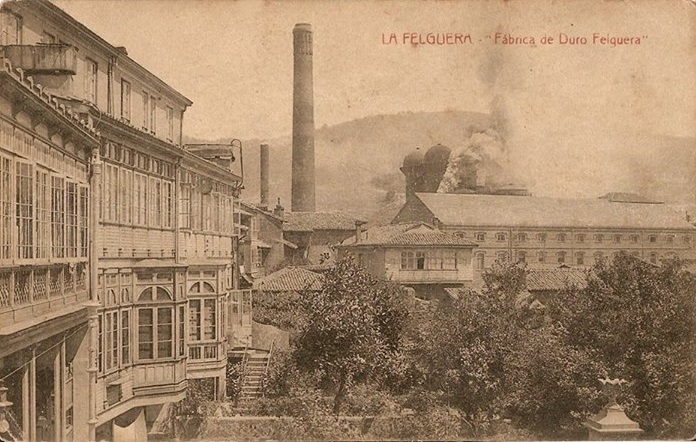
Vista del taller eléctrico y chimeneas desde cerca de la actual Plaza de la Fundición, en una postal de la época.

El contexto de la década de 1860 es difícil pues es un momento de crisis industrial y política. Las empresas reclamaban protección arancelaria y algunas tuvieron que parar temporalmente su producción como la Fábrica de Mieres, en el valle vecino. La Fábrica de Gil se vio obligada a parar en 1862 mientras que Duro y Cía ponían en marcha su segundo horno ese mismo año. Por ello no tuvieron más remedio que arrendar a Pedro Duro sus instalaciones. 1865 no sería un año fácil y Mieres volvía a parar. Algunos de los problemas pasaban por abaratar el coste del transporte en ferrocarril de materias primas, extender el ferrocarril hasta el municipio de Laviana, comenzar el ferrocarril a Castilla, y la construcción de un puerto digno en Gijón. Poco a poco Asturias era la región española de la que más hierros laminados se exportaban, y las siluetas de las chimeneas comenzaban a llenar diferentes paisajes. La Fábrica ya tenía en 1864 construidas sus instalaciones básicas, a saber: modernos hornos, taller de cilindros para hacer chapas, arrendado la fábrica de Vega, etc. y le dejaba en una situación envidiable teniendo en cuenta una vez más la distancia (de apenas "unos metros") de las minas de carbón. En 1862 entre Duro y Vega se producían más de 9000 toneladas de hierro colado y 3000 de dulce, mientras que en 1864 la cifra ya era de 11 000 para el colado y 6000 para el dulce (y en incremento constante). En 1868 se le encargó la producción de carriles para el ferrocarril de Noroeste, lo que provocó la instalación de un taller de carriles, el primero de España.

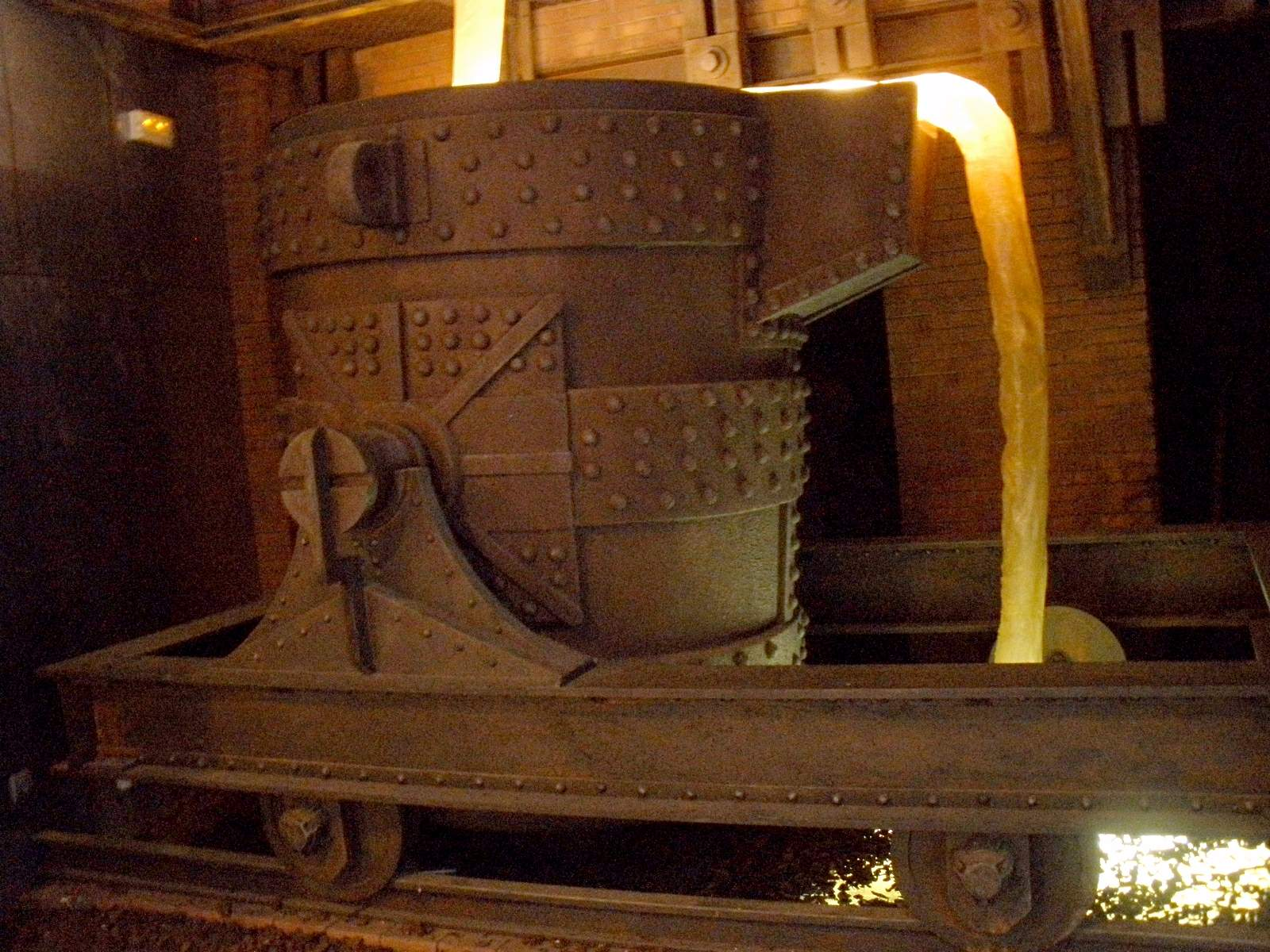
Recreación del convertidor Bessemer, en el Museo de la Siderurgia de La Felguera.

Ya en la década de 1870, el ferrocarril de Langreo se disponía a abaratar sus costes y Duro a encender su tercer horno. La subida del hierro inglés y los problemas de la industria vasca a consecuencia de las Guerras Carlistas, favorecieron a la Fábrica de La Felguera y sus exportaciones. Duro buscó pronto en esta década el producir también para la elaboración de construcciones colosales como puentes y barcos. Pero a partir de 1882 la industria básica emprendía su hegemonía, amenazando a las siderurgias asturianas. Ésta se quedaba vieja y debía incorporarse rápidamente a la revolución del acero y el convertidor Bessemer. Pedro Duro fallecería en 1886, manteniéndose activo incluso cuando una depresión ocasionada por la muerte de su única hija Pilar a los 26 años y una enfermedad se apoderaban de él. Sería enterrado en la fábrica tras un multitudinario funeral en el que sus trabajadores le devolvieron el respeto que el mismo les profesó.
Con la llegada de la siderurgia, los primitivos núcleos (La Pomar, Vega y El Puente) de la parroquia de La Felguera, conocida entonces como Turiellos, comenzaron a crecer hasta fusionarse, adquiriendo el nombre que había adoptado la fábrica al instalarse en una zona conocida como La Felguera. A las primitivas construcciones se añadieron nuevos trazados de calles teniendo como "kilómetro cero" la fábrica, fomentando el paternalismo industrial. En la década de 1880 la parroquia ya tenía 8000 habitantes, que llegarían a 25 000 en la década de 1960. Paralelo a ello, un importante progreso cultural manifestado en cines, teatros, certámenes literarios, tertulias, y una intensa actividad económica y comercial. Así la industria favorecida por Duro (carbón, químicas, etc.) hizo crecer también núcleos como Sama de Langreo, Ciaño, Sotrondio o Pola de Laviana, en el mismo Valle del Nalón.

### Transición alsigloXXy crecimiento

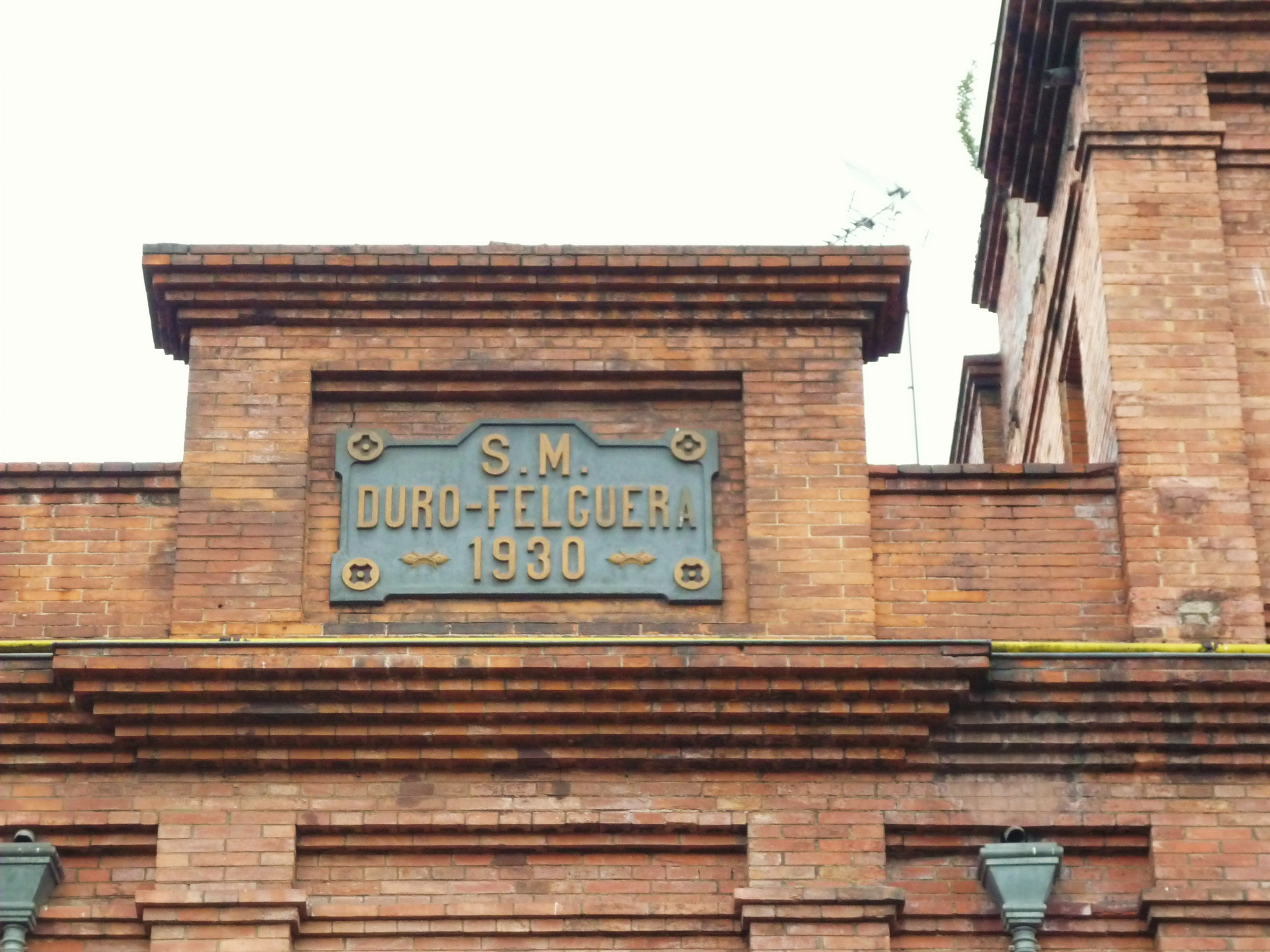
Antiguos laboratorios, construidos en 1930. Arquitectura en ladrillo, hierro y cerámica.

Entre 1887 y 1889 Duro y Cía. suscribió un contrato con la Marina española para la fabricación de chapas de acero. Esto significaba una importante oportunidad de modernización para la compañía. Sin embargo sólo se construyeron dos hornos para el acero y esto resultaba insuficiente, teniendo Vizcaya una clara ventaja sobre Duro. Sin embargo la expansión de la industria carbonífera en Asturias, los pedidos de la Marina y el arancel proteccionista de 1892, fueron muy favorables. Además se abrían posibilidades de comunicación con el puerto de Avilés. Así se ampliaron los talleres de reparación y ajustes, se levantaron nuevos hornos, se instalaron nuevas fraguas, etc.
En esta ápoca se constituye la Compañía de Asturias por Arnaldo de Sizzo Norris y Wenceslao González en La Felguera, junto a la factoría de Duro, especializándose en todo tipo de objetos de moldería. Más tarde sería absorbida por la empresa de Pedro Duro. A este respecto, a finales del suglo XIX y gracias a esta nueva factoría, La Felguera ya contaba con luz eléctrica, alumbrado público y teléfono.

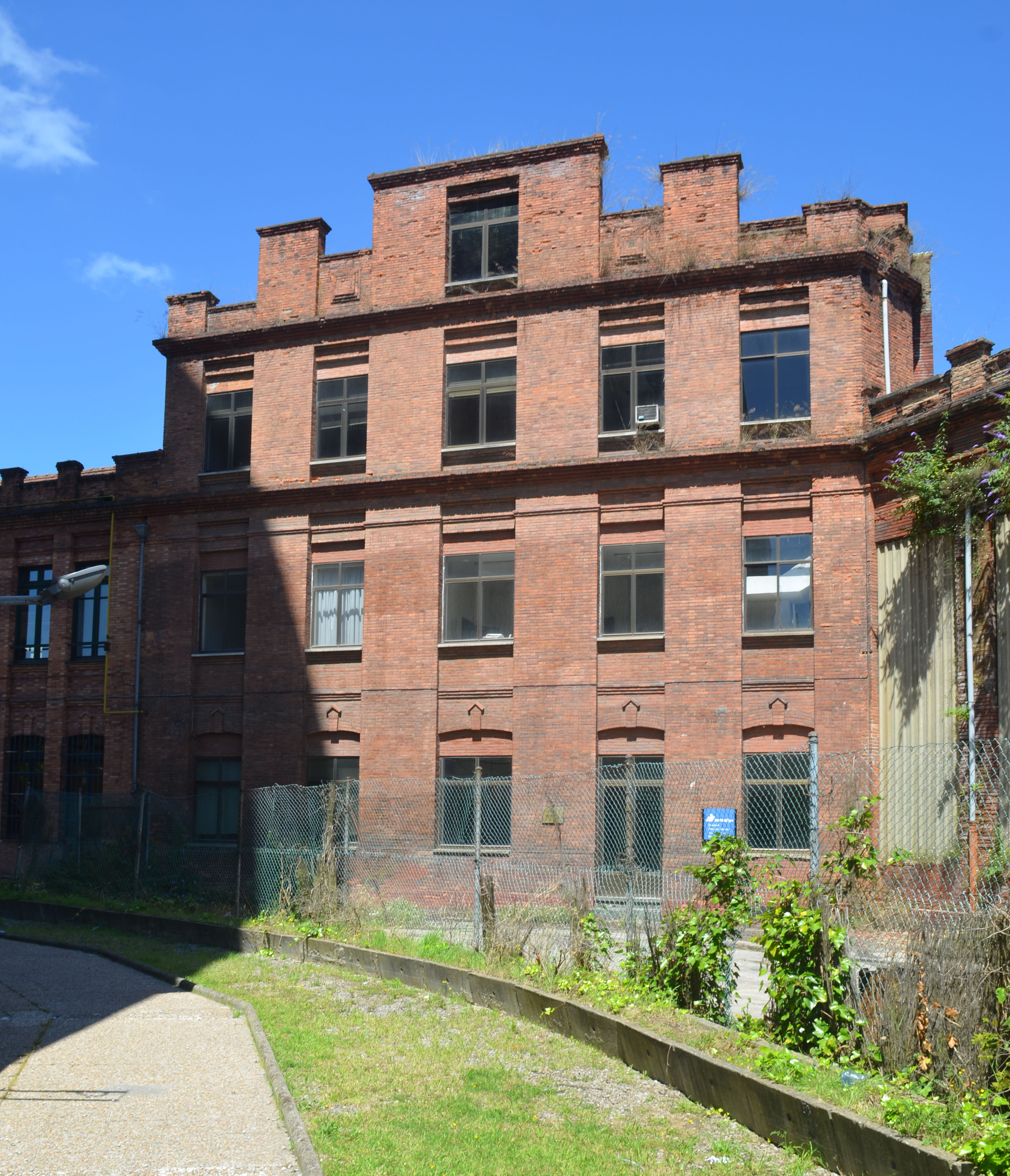
Edificio del control térmico, de los años 1940-1950.

En 1900 se constituye la Sociedad Anónima Duro Felguera y dos años más tarde comenzaría a cotizar en la bolsa. En esta transformación estaban los nombres de los anteriores dueños comandatarios de Duro y Cía., Antonio Velázquez Duro, Victoria de Lecea, Matía Fernández Bayo, Federico Bayo, etc. Con más colaboraciones, se incorporaban a Duro Felguera personas con una gran experiencia industrial y expertos en negocios. El objetivo ya no era la modernización ni la ampliación de la fábrica, si no convertirla de nuevo en el principal centro siderúrgico del país.
Para su proyecto necesitaba más carbón del que producía Duro así que tenían que adquirir las minas de Santa Ana y la Compañía de Asturias, y finalmente la compra se hizo efectiva.
Para hacer frente a la crisis de los primeros años del siglo XX, Duro aumentó la producción de hulla y aumentó así mismo sus plantas siderúrgicas, pero faltaba por conseguir un gran aumento de capital, que obtuvo con la incorporación de la Unión Hullera y Metalúrgica de Asturias. Esto se hizo efectivo el 1 de enero de 1906, nombrándose consejeros al barón del Castillo de Chirel, al conde Cahen d'Avers, William d'Eichthal, Estanislao Urquijo y al Conde de Urquijo. Ese mismo año, Duro Felguera se convertía en la primera empresa minero-siderúrgica de España.
Por otro lado, los conflictos con los obreros comenzaron ya en 1872 cuando en el taller de cilindros se lleva a cabo la primera protesta. Es en 1892 cuando se produce la primera huelga de metalúrgicos, reivindicando mejoras salariales. Le siguieron importantes huelgas siendo la de 1912, de seis meses de duración, la más relevante.

### Hegemonía

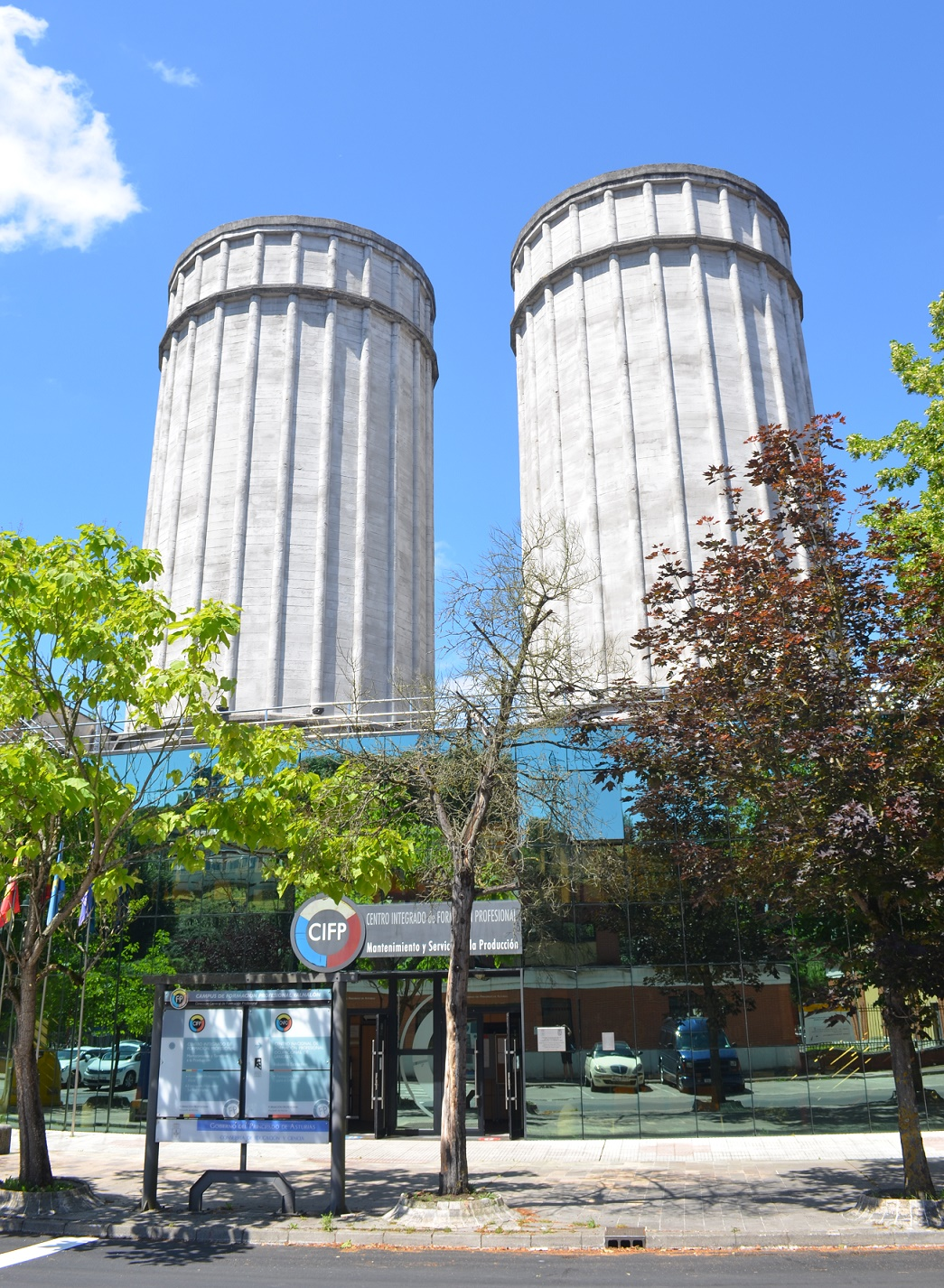
Refrigerantes de la antigua central térmica, hoy Centro de FP de Langreo.

Comienza una época en la que la producción se diversifica en toda la comarca. Así, gracias al éxito de Duro, nacen fábricas de ladrillos y cerámicas, químicas, fabricación de tubos y tornillería y producción de energía termoeléctrica, entre otras actividades.
En 1920 Duro Felguera es la mayor empresa carbonera del país. Con estos beneficios, se puede perfeccionar la actividad siderúrgica.
La renovación de los raíles españoles a partir de 1924 y las obras públicas de Primo de Rivera impulsaron sin duda la industria siderúrgica. En la memoria de 1929 se reconocía que se habían conseguido máximas producciones en todas las secciones de la fábrica. En 1940 (dando por hecho el lógico estancamiento que sufrieron todas las industrias españolas durante la Guerra Civil), Duro Felguera adquiere el Dique de Gijón, donde reparará y construirá buques. Las políticas autárquicas de los años 1940 y 50 beneficiarán a la industria carbonera asturiana al carecer de competencia exterior. Entre sus medidas de modernización, no tantas como se hubiesen requerido, se construyó un cable aéreo en 1959 entre el parque de Carbones de La Güeria (en El Entrego) hasta la fábrica.
En el año 1960 la empresa emplea a más de 25 000 trabajadores en sus instalaciones repartidas por todo Asturias. En esa época el municipio de Langreo conoce su máximo desarrollo: entre 1951 y 1960 se construyen en La Felguera 2171 viviendas y en la vecina Sama 993, mientras que en los pueblos aledaños de Lada 862, en Ciaño 341 y en Barros 135, configurando una gran conurbación urbana en la vega del río Nalón. En esta década la Fábrica de La Felguera conoce su mayor producción y los últimos años de su hegemonía.

#### Declive y final

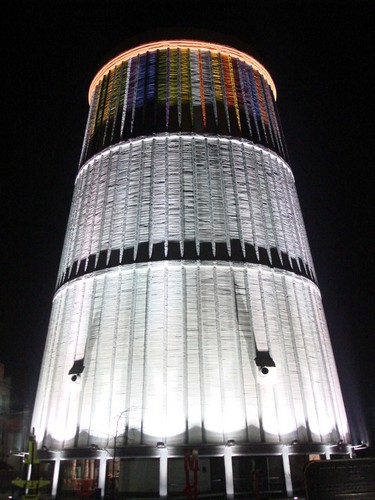
Antiguo refrigerante de la fábrica, hoy Museo de la Siderurgia de Asturias

En 1961 se crea la Unión de Siderúrgicas Asturianas (UNINSA), empresa formada por las tres siderúrgicas que sobrevivieron a la competencia: Duro-Felguera, Fábrica de Mieres y Fábrica de Moreda, radicada esta última en Gijón. En 1966 integran su patrimonio siderúrgico en UNINSA, creando una planta siderúrgica integral en el valle de Veriña, en Gijón. Esta planta acabaría pasando al INI en los inicios de los años 1970, integrándose finalmente en Ensidesa.
En esta época la minería del carbón vive también momento complicados. Se transfiere el patrimonio de Duro y del resto de empresas mineras de Asturias a la actual HUNOSA. De esta manera, Duro Felguera irá reorientando su producción.
Es al final de los 60 y principios de los 70 cuando Ensidesa cobra su máximo apogeo en la ciudad de Avilés, que vive en este momento un gran progreso económico, industrial y demográfico mientras que Langreo, que tocó techo en 1965 con 70 000 habitantes, y el resto de concejos de las Cuencas Mineras, van perdiendo población. Finalmente, toda la producción siderúrgica se traslada a la costa de manos de Ensidesa y en 1986 se derriba la Fábrica de La Felguera, conservando únicamente algunos edificios representativos, tras años de incertidumbre y lucha en las familias langreanas. En esa misma década se fueron cerrando más fábricas y talleres en Langreo, trasladándose a Avilés y Gijón entre otros puntos marítimos especialmente.

### Legado histórico

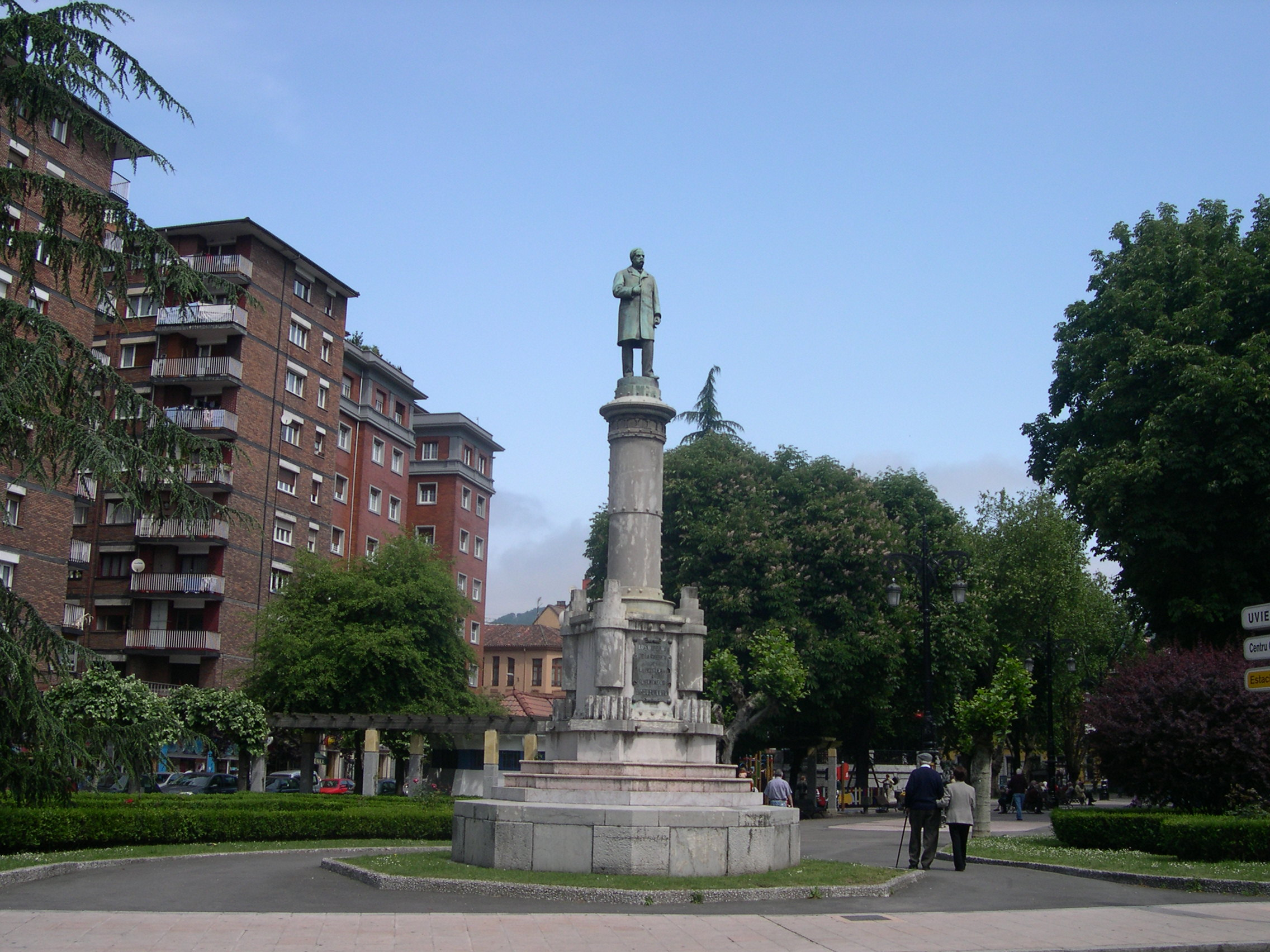
La estatua que los obreros de la fábrica levantaron a Pedro Duro en 1895 y que se conserva en el parque que construyeron sus descendientes en 1917.

#### Arquitectura
Progresivamente las instalaciones de la fábrica se fueron adaptando y reformando conforme al tiempo histórico. Desde el siglo XIX el estilo arquitectónico que se implantó fue el conocido popularmente como "arquitectura inglesa", con la utilización del ladrillo visto de tono rojizo. La empresa Duro Felguera usó este material en casi todos sus edificios como imagen corporativa, no sólo en la fábrica sino también en minas, economatos e incluso iglesias. Ya en 1875 queda configurado el carácter de "muralla" de la fábrica, levantando una línea constructiva formada por viviendas obreras y la casa de dirección. Con el paso de los años se fueron sustituyendo por edificios de trabajo con llamativas cornisas almenadas y estética manchesteriana. Las torres de refrigeración, conservadas las tres, fueron construidas con la técnica Monnoyer. Relacionada con la fábrica se construyó junto a ésta una nueva casa de dirección modernista en 1904 por Manuel del Busto. No se conservan hoy en día el teleférico que transportaba carbón, baterías de cok, altos hornos ni otros talleres y dependencias que fueron derribadas en 1986 o bien sucumbieron ante la modernización de la fábrica. A esto habría que añadir todos los edificios y estructuras de carácter industrial (viviendas, chalés, chimeneas, bocaminas, monumentos, instalaciones ferroviarias, castilletes...) que rodean el entorno de la fábrica y configuran un área patrimonio industrial. Además, se conservan numerosa maquinaria en los edificios aún no reutilizados, además de varias locomotoras de vapor: DF 607 (1885), FM 305 (1891), FM 308 (1891), Pedro Duro I (1895), Pedro Duro II (1962) y grúa La Leona (1920).

#### Espacios conservados

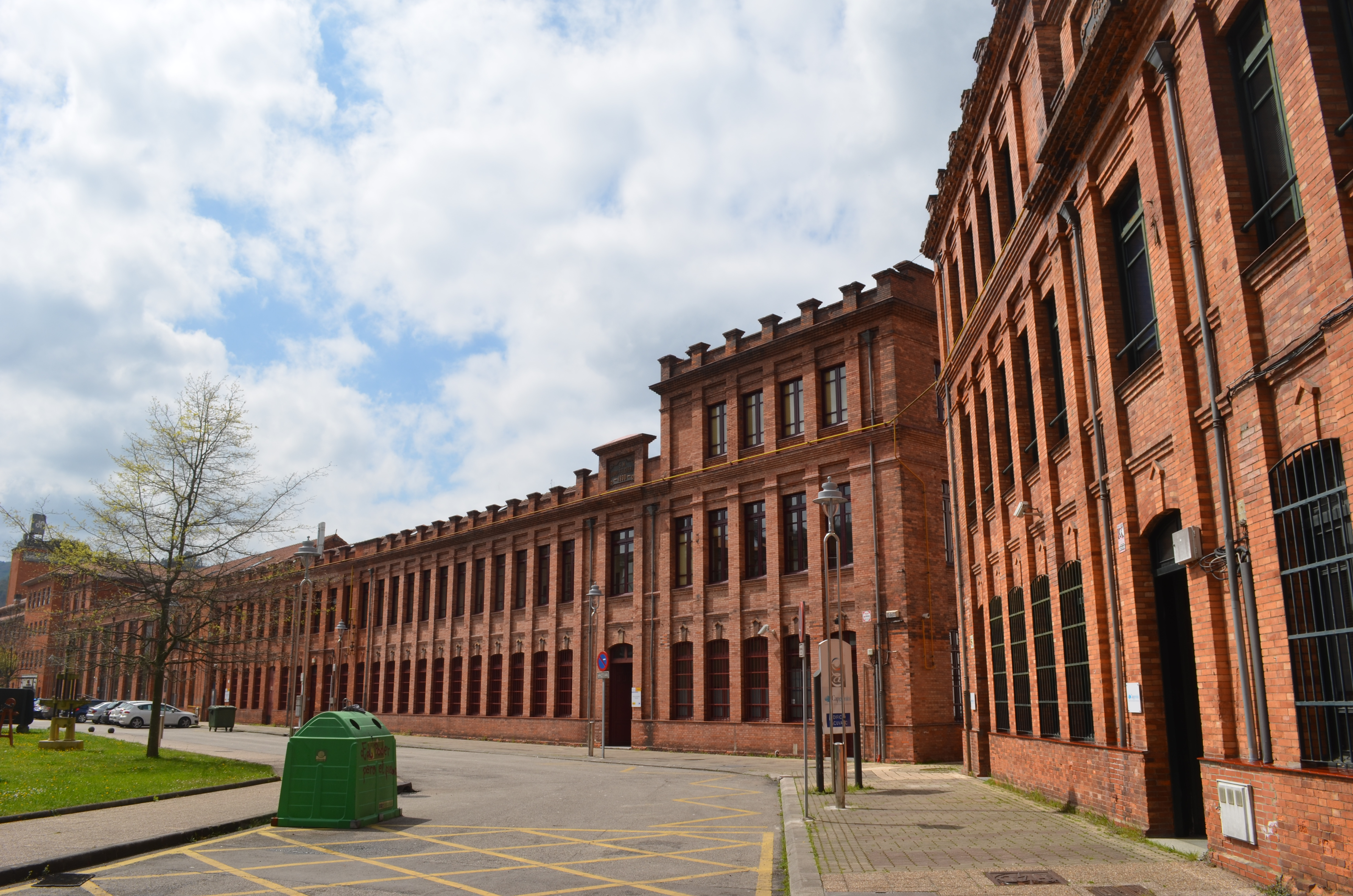
Antiguos comedores y laboratorios

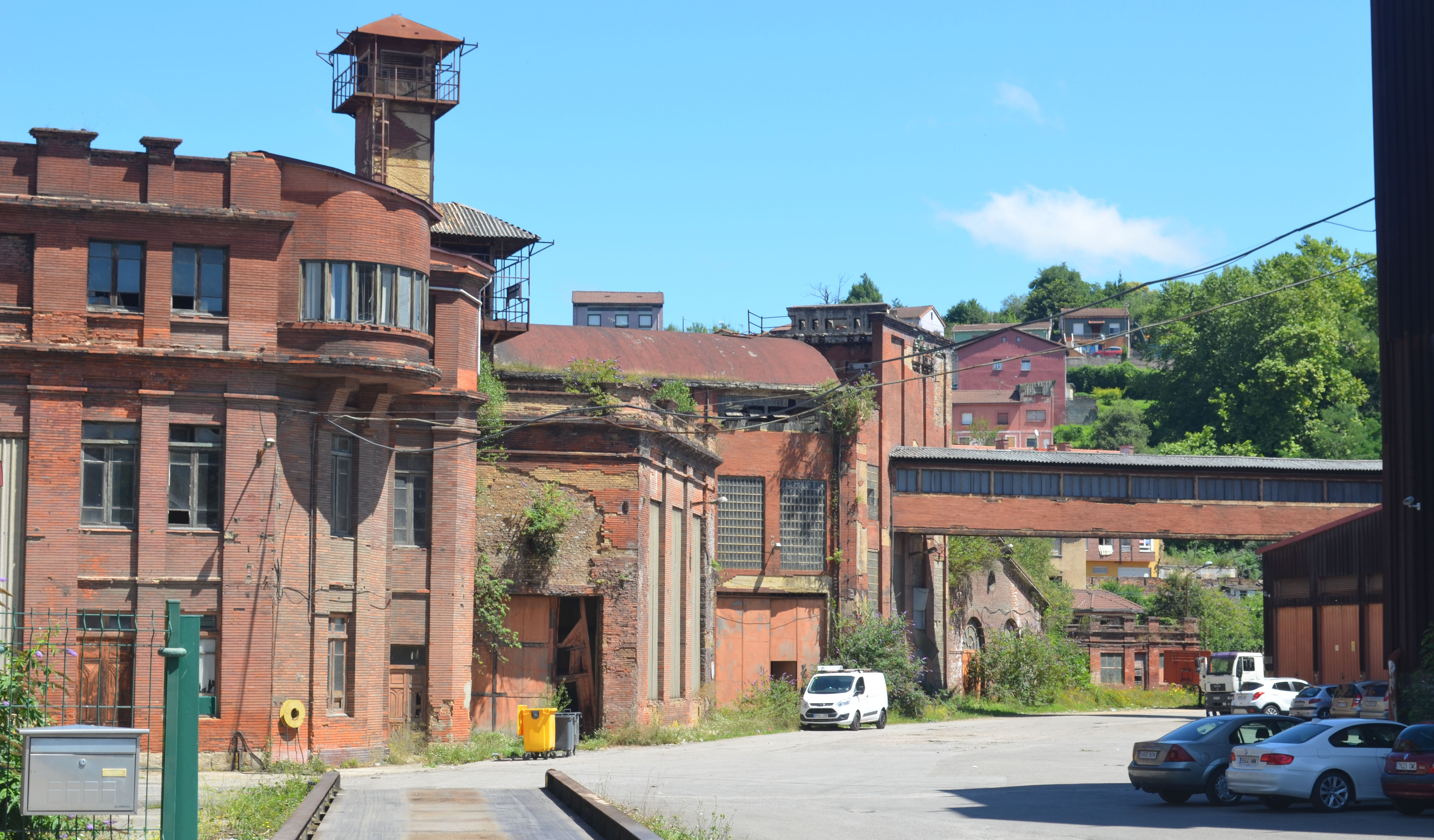
Grupo Ilgner, sala de compresores y oficina de laminación

- Naves de acería 1, 2 y 3 (1890-1950)
- Taller de laminación 1 y 2 (1890-1950)
- Taller de ajuste (1896)
- Sala de compresores (1900)
- Taller eléctrico (1900)
- Casa de dirección (1904)
- Torres de refrigeración central térmica (1930)
- Laboratorios (1930)
- Almacén general (1930)
- Comedores y oficinas (1939)
- Edificio control térmico (1945)
- Grupo Ilgner (1950)
- Oficinas centrales (1951)
- Torre de refrigeración (1950)
- Monumento al trabajo (1955)
- Transformador eléctrico (1958)
- Chimenea baterías de coque
- Oficina de laminación
- Depósito de agua

#### Presente
El lugar que ocuparon las actividades fabriles lo llena hoy el centro de empresas Valnalón, el Museo de la Siderurgia de Asturias y el centro de FP de Langreo.
El Museo de la Siderurgia pretende mostrar el legado sociocultural que la industria dejó en un lugar rural que se transformó en un núcleo de pequeñas ciudades, un núcleo de trabajo ejemplar en España que dio lugar al progreso económico, ideas políticas, intensísima actividad cultural y logros tecnológicos. Desde su inauguración en 2006, está pendiente su ampliación, ya que actualmente solo ocupa la torre de refrigeración.
Por otra parte, la empresa fundadora de la fábrica, Duro Felguera, finalizó en 2009 el traslado de todas las personas que tenía empleadas en Valnalón a Gijón y Llanera.